# Гадяцький ґебіт
Га́дяцький ґебі́т, окру́га Гадяч (нім. Kreisgebiet Gadjatsch) — адміністративна одиниця Генеральної округи Київ Райхскомісаріату Україна під час німецької окупації Української РСР протягом Німецько-радянської війни. Адміністративним центром округи було місто Гадяч.

## Історія
Ґебіт утворено 1 вересня 1942 року на території нинішньої Полтавської області. Формально існував до 1944 року. Охоплював територію трьох тодішніх районів Полтавської області: Гадяцького, Зіньківського і Петрівсько-Роменського — та, відповідно, поділявся на три райони (нім. Rayons): Гадяч (Rayon Gadjatsch), Зіньків (Rayon Senkow) і Петрівка-Роменська (Rayon Petrowka Romenskaja), межі яких збігалися з тогочасним радянським адміністративним поділом. При цьому зберігалася структура адміністративних і господарських органів УРСР. 
Після передачі влади цивільній адміністрації у вересні 1942 р. гебітскомісар своїм розпорядженням № 6, оприлюдненим у місцевій пресі, призначив першим бургомістром Гадяча тодішнього керівника адміністративного відділу при районній управі М. Коцюбу, а попереднього керівника міста М. Голоса перевів на посаду другого бургомістра. Друкованим органом Гадяцького гебітскомісаріату була «Гадяцька газета», яка виходила з 14 січня 1942 по 1943. Її редактором був М. Сірий.